# Mae Chaem (Fluss)
Der Fluss Mae Chaem entspringt auf dem Doi Inthanon, der mit 2.565 Metern höchsten Erhebung in Thailand (Provinz Chiang Mai). Der Fluss hieß ursprünglich Salak Hin.
Der Mae Chaem windet sich durch das gleichnamige Tal, das mit seinen terrassenartigen Reisefeldern idyllisch gelegen ist. Das Wasser ist ausgesprochen klar. Der Fluss führt durch den Nationalpark Op Luang in einer engen Schlucht, die zu mehreren Stromschnellen führt. An seinem Unterlauf liegt er in einem Felsbett und fließt schließlich in den Mae Nam Ping. Das Klima ist tropisch-monsunal mit einem durchschnittlichen jährlichen Regenfall von 970 mm und einer durchschnittlichen Temperatur von 25,6 °C.
In prähistorischer Zeit haben sich hier Angehörige der Hoabinhian für kürzere Zeiträume niedergelassen, so zum Beispiel in der Pha-Chang-Höhle, etwa 4,5 Kilometer vom Fluss entfernt. Im Tal des Mae Chaem siedeln heute viele Angehörige der Karen, eines Bergvolks aus Birma.
Zahlreiche Aktivitäten sind auf dem Mae Chaem möglich, so zum Beispiel das Befahren des Flusses mit Flößen aus Bambus.